# Alsisar
Alsisar és un petit poble al districte de Jhunjhunu, Rajasthan, Índia. Es troba a la part nord-oest del districte. L'àrea circumdant del municipi és un desert semiàrid. El lloc és conegut per les seves temperatures extremes, que arriben a valors de 48 °C a l'estiu i temperatures sota zero a l'hivern.
Com altres llocs a Shekhawati, Alsisar és famós pel seu castell, havelis i cenotafis.

## Història
Alsisar fou un estat del Shekhawati, depenent de Jaipur.
El fundador fou el thakur (noble) Kishen Singh, que va originar les famílies de Khetri, Arooka, Seegra, Alsisar, Heerwa i Balaria, i va morir el 1745. Va deixar part dels seus dominis al Shekawati al seu fill Pahar Singh que va construir Heerwa i va governar a Sigra i Balaria. Un altre fill va rebre Khetri.
Pahar Singh va morir el 1771 i el va succeir el seu fill Samrath Singh (un altre fill Duleha Singh va rebre Arooka i un altre, Inder Singh, Heerwa, Sigra and Balaria) que va governar a Khetri, Seegra i Alsisar, i va establir la capital a Alsisar el 1783. Va morir el 1812 i el va succeir el seu fill Kushal Singh, mort el 1820. Va pujar al tron el seu fill Vishal Singh, menor d'edat, que va governar fins que va morir el 1853 deixant els seus estats repartits:
La branca major d'Alsisar, representada pel fill Chattar Singh (1853-1868) es va extingir quan el seu fill Ajit Singh va rebre Khetri per adopció, i Alsisar va passar al seu germà Baney Singh (1868-1887) que va morir el 1887 deixant dos fills: el primer Yashwant Singh va pujar al tron (1887-1902) i va tenir un fill, Amar Singh, que altre cop va rebre Khetri per adopció, passant la successió (a la seva mort el 1902) al seu germà Sheoji Singh, mort el 1927, deixant com a hereu el seu fill Ladhu Singh el darrer thakur amb poder, que va conservar el títol fins a la seva mort el 1962.
La branca menor d'Alsisar fou representada per un altre fill de Vishal Singh, de nom Ganpat Singh que va governar fins al 1896 i el va succeir el seu fill Chander Singh (1896-1949) el darrer takhur amb poder. Va morir el 1949; el títol el va heretar el seu fill Anjur Singh.